# Stellaria graminea
Stellaria graminea é uma planta perene herbácea da família dos cravos. Pertence a um grupo designado popularmente de morugem.

## Descrição
A sua flor tem um diâmetro de 5 a 12 mm. As suas pétalas bifurcam-se ligeiramente a meio do seu comprimento, medindo tanto ou mais que as sépalas (mas não mais que o dobro destas). Tem cinco sépalas. Cada flor tem dez estames, nem sempre totalmente desenvolvidos e três carpelos (por vezes, quatro). As anteras são acastanhadas e ligeiramente elipsoidais. O pedúnculo, também de aspecto frágil, mede entre 0,5 a 2,5 cm ou até 3,8 cm depois de formado o fruto. As folhas são estreitas, lanceoladas/lineares (o que ajuda a distinguí-la das outras espécies similares), opostas e sem pecíolo.
Apresenta vários caules caules erguidos, glabros ou com duas fiadas de pêlos e ligeiramente erectos, quadrangulares. Com aspecto frágil e quebradiços, costumam medir entre 10 a 30 cm de altura.

## Habitat
É frequente em campos com erva rasteira, sem necessidade de muita humidade. 
Espontânea na Europa e na Ásia.